# Polystichum pseudostenophyllum
Polystichum pseudostenophyllum är en träjonväxtart som beskrevs av Tag. Polystichum pseudostenophyllum ingår i släktet Polystichum och familjen Dryopteridaceae. Inga underarter finns listade.